# D7 (hunebed)
Hunebed D7 is een portaalgraf. Het hunebed ligt in het natuurgebied De Strubben-Kniphorstbos ten oosten van de Borgweg nabij het dorp Schipborg in de Nederlandse provincie Drenthe.
Het hunebed ligt tamelijk afgelegen in het natuurgebied De Strubben-Kniphorstbos, een voormalig militair oefenterrein dat in 2006 is overgedragen aan Staatsbosbeheer. Het hunebed is het gemakkelijkst te bereiken vanaf de Borgweg in Schipborg via een - tegenover de ingang van het landgoed De Schipborg - gelegen zandpad het bos in en dan een smalle zandweg rechts.

## Bouw
Het hunebed werd gebouwd tussen 3400 en 3100 v.Chr. en wordt toegeschreven aan de trechterbekercultuur.
Het hunebed heeft vier dekstenen (waarvan één gebroken is) en een poort. Het is 8,8 meter lang en 3,1 meter breed.
Het monument staat op een hoog punt en is van grote afstand zichtbaar. Ook in latere fasen van de prehistorie werden mensen in de omgeving begraven.

## Geschiedenis
Het hunebed werd voor het eerst vermeld op de Franse kaarten (1811-1813) en door Nicolaas Westendorp in 1822.
Oorspronkelijk was dit hunebed goed zichtbaar, omdat het op een hoog punt is gelegen. Hieraan ontleedt de plek dan ook zijn naam Holbergien (= hol bergje), waarbij hol slaat op de kuil waarin het hunebed staat.
Van Giffen vermeldde dat het hunebed "in tamelijk slechten staat" was.
Door de aanleg van bos en het landgoed De Schipborg is er geen sprake meer van zichtbaarheid van dit hunebed. Verondersteld wordt dat juist door de geïsoleerde ligging zeldzame mossen de kans kregen zich op dit hunebed te ontwikkelen. Zo groeien er op dit hunebed het zeldzame ongenerfd hunebedmos en de iets minder zeldzame hunebedbisschopsmuts, beide zijn opgenomen op de Nederlandse Rode Lijst.
De Drentse dichter Gerard Nijenhuis schreef een gedicht over het Kniphorst en de beide hunebedden D7 en D8 in dit bos. Een fragment uit dit gedicht luidt:
Stenen, veur tied ontstaon, deur 't ies versleept,
ligt zuver onverschillig in 't mörgenlocht.
Zie speult hunebed.

## Society of Antiquaries[9]
In Engeland ontstond in de jaren zeventig van de 19e eeuw bezorgdheid over de wijze waarop in Nederland hunebedden werden gerestaureerd. In die kringen was men vooral bezorgd dat met de restauraties het oorspronkelijk beeld van de situatie verloren zou gaan. De directeur van de Society of Antiquaries in Londen verzocht de oudheidkundigen William Collings Lukis en sir Henry Dryden om de staat waarin de hunebedden zich op dat moment bevonden nauwkeurig vast te leggen. Zij bezochten in juli 1878 Drenthe en brachten veertig hunebedden op de Hondsrug in kaart. Ze hebben opmetingen verricht en beschreven de aangetroffen situatie, die zij tevens vastlegden in een serie aquarellen. Hun rapportage aan de Society of Antiquaries verscheen echter niet in druk. Hun materiaal werd bewaard bij de Society of Antiquaries, het Guernsey Museum & Art Gallery en het Drents Museum. Het Ashmolean Museum in Oxford bezit kopieën van hun werk. In 2015 publiceerde de Drentse archeoloog dr. Wijnand van der Sanden alsnog hun werk. Hij voorzag hun materiaal van een uitgebreide inleiding. Ook schetste hij de ontwikkelingen met betrekking tot het archeologisch onderzoek van de hunebedden na hun onderzoek tot 2015. Hij gaf als oordeel dat het werk van Lukis en Dryden van hoge kwaliteit was. In het Drents Museum was in 2015 een tentoonstelling over het werk.
Hunebed D7 is weergegeven op Plan VI. Ten tijde van het bezoek van Lukis en Dryden waren er nog acht draagstenen en vier dekstenen. Een gedeelte van de gebroken deksteen aan de westkant lag in de kamer. Er lagen nog twee poortstenen aan de zuidkant. Enkele draagstenen van de kamer lagen tot enkele centimeters ingegraven in de overblijfselen van de dekheuvel. Er lagen overblijfselen van rijk gedecoreerde potten en fragmenten van verbrande botten op het oppervlak.
De vondsten zijn in bezit van het British Museum in Londen.